# Phare de Tuskar Rock
Le phare de Tuskar Rock est un phare de mer situé sur un des rochers An Tuscar (Tuskar Rock) en mer d'Irlande à 11 kilomètres au large de la côte sud-est du Comté de Wexford (Irlande).
Il est exploité par les Commissioners of Irish Lights.

## Histoire
La zone de Tuskar Rock compte 166 épaves selon le site Irish Wrecks Online, elle est la plusdereuse de la côte irlandaise.
Le phare de Tuskar Rock est en granit et a été construit sur plusieurs années (1812-15). Il a une hauteur de 37 mètres. La tour est pieinte en blance et la lanterne et laerie sont en rouge. Les travaux furent difficiles et lors d'une violente tempête les bâtiments temporaires ont été détruits et 14 ouvriers y trouvèrent la mort. Ce fut le pire désastre dans l'histoire de la construction des phares d'Irlande. Le phare est entré en service le 4 juin 1815.
Une catastrophe aérienne a eu lieu près de Tuskar Rock. Le 24 mars 1968, le Vickers Viscount du vol 712 Aer Lingus, en route de Cork à Londres s'est écrasé en mer avec la perte des 61 personnes présentes à bord.